# Zweibrücken-Eberstein
Eberstein fou una jurisdicció feudal del Sacre Imperi Romanogermànic centrada primer al castell d'Alterberstein i després al d'Eberstein.
Apareix per primer cop el 1085 (com a castell d'Alteberstein a la zona d'Ebersteinburg de la vila de Baden-Baden). Els Malsch hi foren comtes al segle XI, però es van extingir vers 1100; les possessions al Ufgau i al Kraichgau van permetre a través de relacions matrimonials el desenvolupament d'un estat comercial pels Lauffen, sota la influència de les abadies de Herrenalb (cistercenca, vers 1150) i Frauenalb (benedictina vers 1180). Vers 1196 Eberard de Lauffen s'arrogava el títol de comte sense haver exercit segurament mai les funcions; els Gernsbach, els Bretten, els Gochsheim i els Neuburg del Rhin (que aleshores dominaven al sud-oest de la moderna Karlsruhe) apareixen a la meitat del segle XIII però els drets haurien passat en aquest temps als Zweibrücken, branca de la casa de Saarbrücken. De 1238 a 1239, Otó d'Eberstein, prebost del capítol d'Aquisgrà va ser príncep-bisbe de facto del principat de Lieja. A la mort d'Enric II de Zweibrücken el 1282 els seus tres fills mascles (un quart fill, Enric, fou prebost a Trèveris) es van repartir el país: Walram I (+1309) va rebre Zweibrücken; Eberard I (mort vers 1321, era viu el 1315) va rebre Bitche; i Simo I (+1282) va rebre Eberstein.
La successió no està gaire clara però el devien succeir Otó, Godofreu i Ebererad. Eberard hauria mort el 1283 i l'hauria substituït el seu fill Enric. El 1283 Otó va vendre el castell troncal d'Alteberstein al marcgravi Rodolf de Baden i es va retirar al castell d'Eberstein. Enric va morir vers 1297 al mateix temps que Godofreu. Llavors va quedar sol Otó que va morir el 1314.
- Simon I 1261-1282[1]
- Gottfried 1276-1297.
- Eberard II 1276-1283
- Heinrich IV 1280-1297
- Otto 1276-1314

El 1387 la meitat del comtat i els drets foren venuts a Baden. La família va subsistir fins al 1660 quan es va extingir i el poder restant va quedar pel marcgraviat de Baden (Baden-Baden).